# Tambourissa capuronii
Tambourissa capuronii är en tvåhjärtbladig växtart som beskrevs av Alberto Judice Leote Cavaco. Tambourissa capuronii ingår i släktet Tambourissa och familjen Monimiaceae. Inga underarter finns listade i Catalogue of Life.